# ويليام لويس مور
ويليام لويس مور (بالإنجليزية: William Lewis Moore)‏ هو ناشط أمريكي، ولد في 28 أبريل 1927 في بينغامتون في الولايات المتحدة، وتوفي في 23 أبريل 1963 في ألاباما في الولايات المتحدة.